# Liste des objets protégés au titre des monuments historiques de l'Hôtel-Dieu de Carpentras
L'Hôtel-Dieu de Carpentras est un des plus anciens hôpitaux de Vaucluse, classé au titre des monuments historiques. Ce bâtiment enferme de nombreux objets, dont soixante-deux sont également protégés au titres des monuments historiques. 

## Liste
| Objet | Fiche Palissy        | Illustrations |
| --- | -------------------- | ------------- |
| tableau : Portrait de Monsieur Jean Paul de Benedicty                                                    | Notice no PM84001040 |               |
| tableau : Portrait de Monsieur Joseph Siffrein Ignace de Verot                                           | Notice no PM84001039 |               |
| tableau : Portrait de Monsieur Lassone                                                                   | Notice no PM84001038 |               |
| 2 bras de lumière (paire)                                                                                | Notice no PM84001037 |               |
| tableau : la Mort de saint Joseph, cadre                                                                 | Notice no PM84001036 |               |
| 6 chandeliers et croix d'autel (garniture d'autel)                                                       | Notice no PM84001035 |               |
| tableau : Portrait de l'abbé Berbiguier                                                                  | Notice no PM84001034 |               |
| tableau : Portrait d'homme                                                                               | Notice no PM84001033 |               |
| tableau : Portrait de Monsieur Cohorn                                                                    | Notice no PM84001032 |               |
| tableau : Portrait de M. Ponsard                                                                         | Notice no PM84001031 |               |
| tableau : Portrait de Joseph-Louis de Pelletier de la Garde (mort en 1839)                               | Notice no PM84001030 |               |
| tableau : Portrait du Père Revollet Chantrier (mort en 1840)                                             | Notice no PM84001029 |               |
| tableau : Portrait de Melle Guillaume (morte en 1841)                                                    | Notice no PM84001028 |               |
| tableau : Portrait de Théophile Henri Allegier (mort en 1847)                                            | Notice no PM84001027 |               |
| tableau : Portrait d'homme                                                                               | Notice no PM84001026 |               |
| tableau : Portrait d'homme                                                                               | Notice no PM84001025 |               |
| tableau : Portrait d'homme                                                                               | Notice no PM84001024 |               |
| tableau : Portrait d'homme                                                                               | Notice no PM84001023 |               |
| tableau : Portrait de Monsieur Adrien Rousseau (mort en 1851)                                            | Notice no PM84001022 |               |
| tableau : Portrait de Madame Durand (morte en 1825)                                                      | Notice no PM84001021 |               |
| tableau : Portrait de femme                                                                              | Notice no PM84001020 |               |
| tableau : Portrait de Mgr d'Inguimbert, fondateur de l'hôpital                                           | Notice no PM84001019 |               |
| tableau : Portrait d'homme                                                                               | Notice no PM84001018 |               |
| tableau : Portrait de l'abbé Bonnet                                                                      | Notice no PM84001017 |               |
| tableau : Portrait de Jacques André Mille                                                                | Notice no PM84001016 |               |
| tableau : Portrait de Melle de Saint-Véran                                                               | Notice no PM84001016 |               |
| tableau : Portrait de Melle de Saint-Véran                                                               | Notice no PM84001015 |               |
| tableau : Portrait de Monsieur Caillet                                                                   | Notice no PM84001014 |               |
| tableau : Portrait de Melle Pauline, sœur Madelon (morte en 1828)                                        | Notice no PM84001013 |               |
| tableau : Portrait de Buisson d'Armandy (1794-1873)                                                      | Notice no PM84001012 |               |
| tableau : Portrait d'homme                                                                               | Notice no PM84001011 |               |
| tableau : Portrait de Monsieur Imbert (mort en 1837)                                                     | Notice no PM84001010 |               |
| 285 plaques commémoratives (les Donations)                                                               | Notice no PM84001009 |               |
| tableau : Portrait de Monsieur Fortunet (mort en 1848)                                                   | Notice no PM84001008 |               |
| tableau : Portrait de Melle Romette (morte en 1850)                                                      | Notice no PM84001007 |               |
| tableau : Portrait de Monsieur Gaudibert-Barret (mort en 1863)                                           | Notice no PM84001006 |               |
| tableau : Portrait d'homme (peintre : Pierre de Champeville)                                             | Notice no PM84001005 |               |
| tableau : Portrait de Monsieur le Bailly de Murs, cadre                                                  | Notice no PM84001004 |               |
| tableau : Portrait d'un abbé                                                                             | Notice no PM84001003 |               |
| tableau : Portrait d'homme                                                                               | Notice no PM84001002 |               |
| tableau : Portrait d'une vieille femme                                                                   | Notice no PM84001001 |               |
| tableau : Portrait de Pierre Honoré Guérin (mort en 1853)                                                | Notice no PM84001000 |               |
| tableau : Portrait de Blaise Arnaud (mort en 1855)                                                       | Notice no PM84000999 |               |
| tableau : Portrait d'un homme                                                                            | Notice no PM84000998 |               |
| tableau : Portrait d'une religieuse (peintre : Rémy Mayan)                                               | Notice no PM84000997 |               |
| tableau : Portrait du marquis de Binard (mort en 1789)                                                   | Notice no PM84000996 |               |
| tableau : Portrait de Monsieur Martinel (mort en 1755)                                                   | Notice no PM84000995 |               |
| tableau : Portrait de Jacques Vincent (mort en 1749)                                                     | Notice no PM84000994 |               |
| tableau : Vierge à l'Enfant                                                                              | Notice no PM84000695 |               |
| clôture liturgique (appui de communion)                                                                  | Notice no PM84000694 |               |
| autel (maître-autel)                                                                                     | Notice no PM84000693 |               |
| rampe d'appui                                                                                            | Notice no PM84000692 |               |
| lambris de revêtement : Allégories et paysages (peintre : Joseph Siffred Duplessis)                      | Notice no PM84000691 |               |
| statue : Vierge à l'Enfant (Bernard de Carpentras (sculpteur)                                            | Notice no PM84000360 |               |
| mortier de pharmacie                                                                                     | Notice no PM84000359 |               |
| plaque de cheminée : Armoiries : aux armes du cardinal Alexandre Bichi évêque de Carpentras (1630-1657). | Notice no PM84000358 |               |
| cheminée                                                                                                 | Notice no PM84000357 |               |
| 4 tableaux : Portraits de papes (P. Courtois d'Avignon (peintre))                                        | Notice no PM84000356 |               |
| tableau : la Multiplication des pains                                                                    | Notice no PM84000355 |               |
| 2 lanternes de vestibule                                                                                 | Notice no PM84000354 |               |
| pots à pharmacie (collection)                                                                            | Notice no PM84000353 |               |
| 2 tableaux : Sainte Anne la Vierge et l'enfant, la Sainte Famille (peintre : Pierre Parrocel)            | Notice no PM84000352 |               |
| monument funéraire de Mgr d'Inguimbert, évêque de Carpentras mort en 1757 (Étienne Dantoine (sculpteur)) | Notice no PM84000351 |               |